# Unidas Podemos
Unidas Podemos (česky Společně můžeme) je levicová volební aliance stran Podemos, Izquierda Unida a Equo. Koalice kandidovala v parlamentních volbách v roce 2016 i v dubnu 2019 a ve volbách do Evropského parlamentu v roce 2019.

## Volební výsledky

### Parlamentní volby
| Rok       | Hlasy     | %    | Mandáty |
| --------- | --------- | ---- | ------- |
| 2016      | 5 087 538 | 21,2 | 71      |
| 2019 (IV) | 3 732 929 | 14,3 | 42      |

### Volby do Evropského parlamentu
| Rok  | Hlasy     | %    | Mandáty |
| ---- | --------- | ---- | ------- |
| 2019 | 2 252 378 | 10,1 | 6       |